# التصويت عبر البريد خلال انتخابات الولايات المتحدة 2020

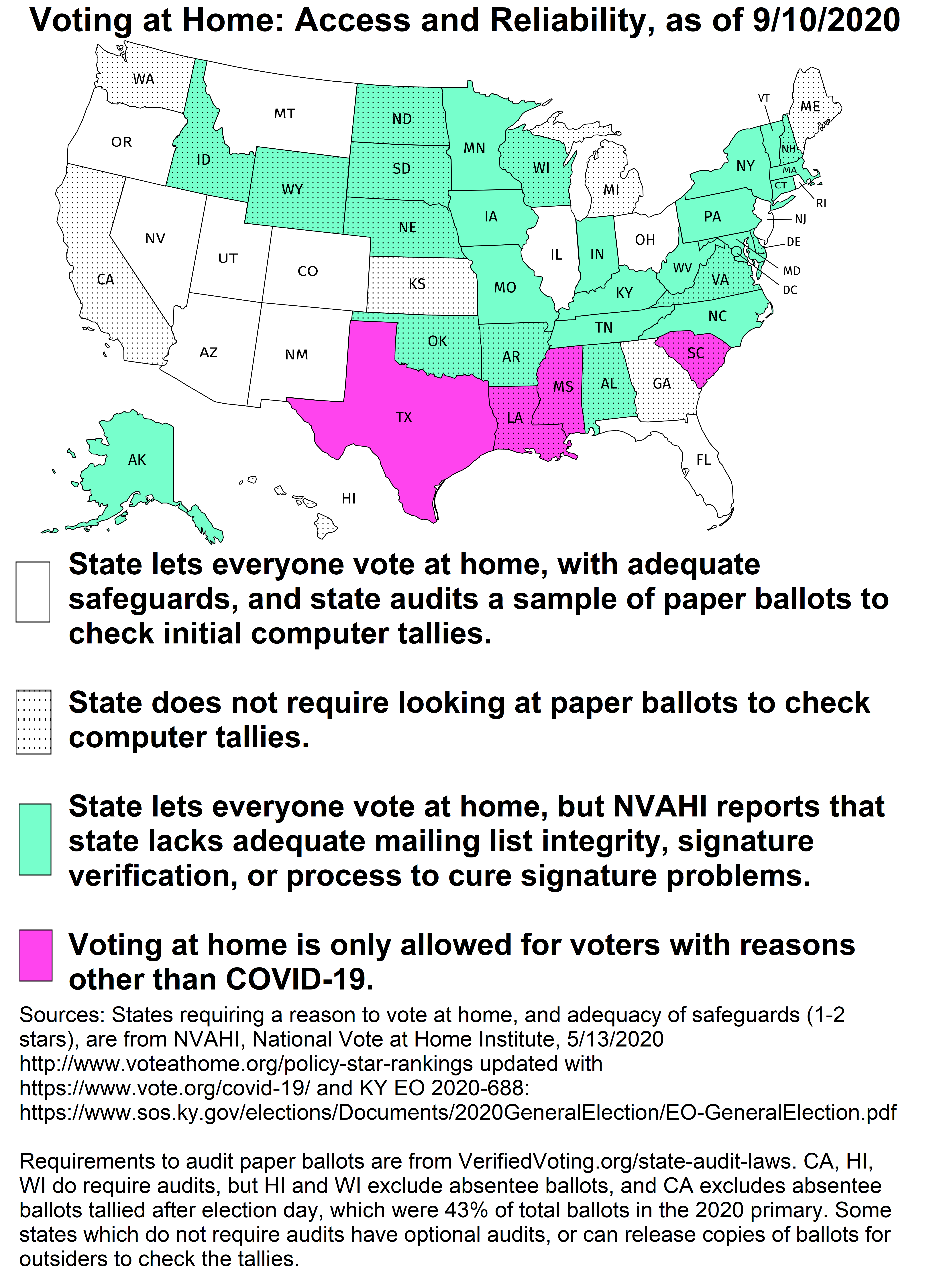

لعب التصويت عبر البريد دورًا مهمًا في انتخابات الولايات المتحدة الأمريكية 2020، والتي انتهت بفوز المرشح الديمقراطي جو بايدن، إذ كان العديد من الناخبين مترددين بشأن التصويت شخصيًا في ظل انتشار جائحة فيروس كورونا. قدم المرشح الجمهوري دونالد ترامب مزاعم عديدةً عن عمليات تزوير واسعة النطاق نتيجة التصويت عبر البريد، على الرغم من وجود أدلة قوية على عدم صحة مزاعمه.

## خلفية
سمحت خمس ولايات، هي كولورادو وهاواي وأوريغون ويوتا وواشنطن، بالتصويت عبر البريد بشكل تام تقريبًا بدءًا من يوليو 2020، مع إجراء الانتخابات في هاواي ويوتا عبر البريد بالكامل في انتخابات الولايات المتحدة الأمريكية 2020. كان التصويت عبر البريد خيارًا قائمًا في 33 ولاية بالإضافة إلى مقاطعة كولومبيا، في حين لم تسمح الولايات الأخرى بالتصويت عبر البريد إلا في ظروف معينة، على الرغم من الجدل الذي قام من أجل تخفيف بعض هذه القيود نتيجة انتشار جائحة فيروس كورونا. أكد الرئيس دونالد ترامب في الفترة التي تسبق الانتخابات الرئاسية الأمريكية لعام 2020 مرارًا وتكرارًا أن التصويت عبر البريد سيؤدي إلى تزوير كبير في النتائج، وأشار إلى أنه سيحظر التمويل اللازم للخدمات البريدية التي تضمن معالجة هذه الأصوات بشكل آمن وفي وقت مناسب لتجنب اعتماد التصويت عبر البريد. أصدرت وزارة الأمن الداخلي في سبتمبر 2020 نشرةً استخباراتيةً تؤكد على «احتمال تضخيم روسيا لانتقادات التصويت عبر البريد وتحويل عمليات التصويت وسط جائحة فيروس كورونا لتقويض ثقة الجمهور في العملية الانتخابية».
نشرت اللجنة الاستشارية للانتخابات والمؤتمر الوطني للمجالس التشريعية في الولاية معلومات حول نسب التوظيف والمعدات والمساحة والإجراءات اللازمة للتعامل مع الزيادات الكبيرة في بطاقات الاقتراع البريدية.
قام المركز الوطني للتصويت من المنزل، الذي يدعو إلى الاقتراع البريدي، بتحليل إجراءات التصويت في جميع الولايات في عام 2020، ووجد أن 32 ولايةً «تفتقد إلى أجزاء رئيسية من السياسة أو إلى أفضل الممارسات التي تضمن عملية اقتراع بريدية آمنة مثل عملية تكامل البيانات الكافية، وعمليات التحقق من التوقيع و/ أو عملية معالجة نقص التوقيع»، وتفتقر 15 ولاية من أصل الولايات الـ 32 إلى خطوات التحقق من عناوين الناخبين قبل إرسال بطاقات الاقتراع إليهم بالبريد، ولا تفرض 17 ولاية عملية التحقق من التوقيع، في حين لا يوجد لدى 30 ولاية ما يكفي من الخيارات لمعالجة العيوب في تواقيع الناخبين. وفي كثير من الأحيان لا يكون لدى الناخبين أي طريقة لمعالجة الخطأ في توقيعهم.
وجد مركز بيو للأبحاث في يونيو 2020 أن 20٪ فقط من جميع الناخبين على المستوى الوطني قالوا إن لديهم خبرة في التصويت عبر البريد، وفقط 2- 8٪ صوتوا عبر البريد سابقًا عندما تطلب الأمر ذلك.
أصبح الناخبون الديمقراطيون والجمهوريون مستقطبين بشكل متزايد بشأن دعمهم للتصويت عبر البريد أثناء جائحة فيروس كورونا، وفقًا لدراسة أجريت عام 2020.

## ادّعاءات حول عمليات التزوير
صرح الرئيس السابق دونالد ترامب خلال مقابلة مع قناة فوكس نيوز في مارس 2020 بأن اقتراح التمويل الديمقراطي لتوسيع التصويت الغيابي أثناء الجائحة «يعني وجود إجراءات جديدة للتصويت، في حال اعتمدها الناخبون، فلن يُنتخب أي رئيس جمهوري في الولايات المتحدة الأمريكية مرة أخرى».
بدأ ترامب في مايو 2020 في الادعاء بوجود حالات تزوير كبيرة نتيجة التصويت عبر البريد، مشيرًا إلى أن بطاقات الاقتراع البريدية ستكون «مزورة إلى حد كبير، كما سيتم سرقة صناديق البريد وتزوير بطاقات الاقتراع، بل وحتى طباعتها بشكل غير قانوني وتوقيعها زورًا». ينقسم السياسيون الجمهوريون حول هذه القضية، إذ قدم البعض ادعاءات مماثلة حول عمليات التزوير، بينما تنصل آخرون، بما في ذلك جزء كبير من أعضاء مجلس الشيوخ الجمهوريين، من مزاعم ترامب، إذ يقول مدققو الحقائق إنه لا يوجد دليل على وجود تزوير كبير مرتبط بالتصويت عبر البريد.
اقترح الرئيس السابق ترامب في 30 يوليو 2020 تأجيل الانتخابات الرئاسية لعام 2020 بناءً على مزاعمه التي لا أساس لها بشأن تزوير واسع النطاق في التصويت عبر البريد. وتمنح المادة الثانية من القسم الأول من البند الرابع من الدستور، الكونغرس السلطة الوحيدة لتحديد تاريخ يوم الانتخابات، إذ تنص المادة 1 حاليًا على أن 3 نوفمبر هو يوم الانتخابات.
اقترح دونالد ترامب في 2 سبتمبر أن يزور الناخبون أصواتهم في ولاية نورث كارولينا من خلال التصويت مرتين خلال انتخابات نوفمبر، شخصيًا وعن طريق البريد.
أكد المدعي العام وليام بي بر في مقابلة مع شبكة CNN في 2 سبتمبر 2020 أن وزارة العدل وجهت اتهامًا إلى رجل من تكساس بتهمة تزوير الأصوات بعد إرساله 1700 بطاقة اقتراع عبر البريد. لم يكن هناك لائحة اتهام من هذا القبيل، وتعلق الأمر في الواقع بسلسلة من الأخطاء التي ارتكبها مسؤولو الانتخابات أثناء انتخابات المقاطعة، بدلًا من تهمة التزوير بحد ذاتها. كما كرر بر مخاوفه من قيام الخصوم الأجانب بإغراق البلاد بأصوات مزيفة لتعطيل العملية الانتخابية، وهو تهديد وصفه الخبراء بأنه شبه مستحيل الحصول. قال العديد من كبار مسؤولي المخابرات الأمريكية قبل أيام من الانتخابات إنه لا يوجد دليل على أن أي قوى أجنبية تعتزم التلاعب بالتصويت عبر البريد. أصدرت وزارة الأمن الداخلي في اليوم التالي لمقابلة بر نشرةً استخباراتيةً تؤكد «احتمال تضخيم روسيا لانتقادات التصويت عبر البريد وتحويل عمليات التصويت وسط جائحة فيروس كورونا لتقويض ثقة الجمهور في العملية الانتخابية». صرح بر في مقابلة لاحقة في سبتمبر 2020 أن التصويت عبر البريد يعني «العودة إلى الإتجار بالأصوات» بما في ذلك «الإكراه الصريح على التصويت، ورشوة ساعي البريد، من خلال تقديم بضع مئات من الدولارات له، مقابل سرقة بعض بطاقات الاقتراع التي يجب أن يوصلها».